# Elephunk
Elephunk – trzeci album amerykańskiej grupy The Black Eyed Peas. Wydano go 24 czerwca 2003 w Stanach Zjednoczonych i 11 sierpnia 2003 w Wielkiej Brytanii. Producentami krążka są apl.de.ap, will.i.am i John Fair. Płyta uzyskała status podwójnej platyny poprzez wydanie singla „Where Is the Love?”, który znalazł się na czołowych listach przebojów w ponad dziesięciu krajach. W nagrywaniu albumu po raz pierwszy uczestniczyła Fergie. Był to też pierwszy album grupy pod szyldem The Black Eyed Peas. Płytę promowała trasa koncertowa Elephunk Tour.

## Nagrywanie

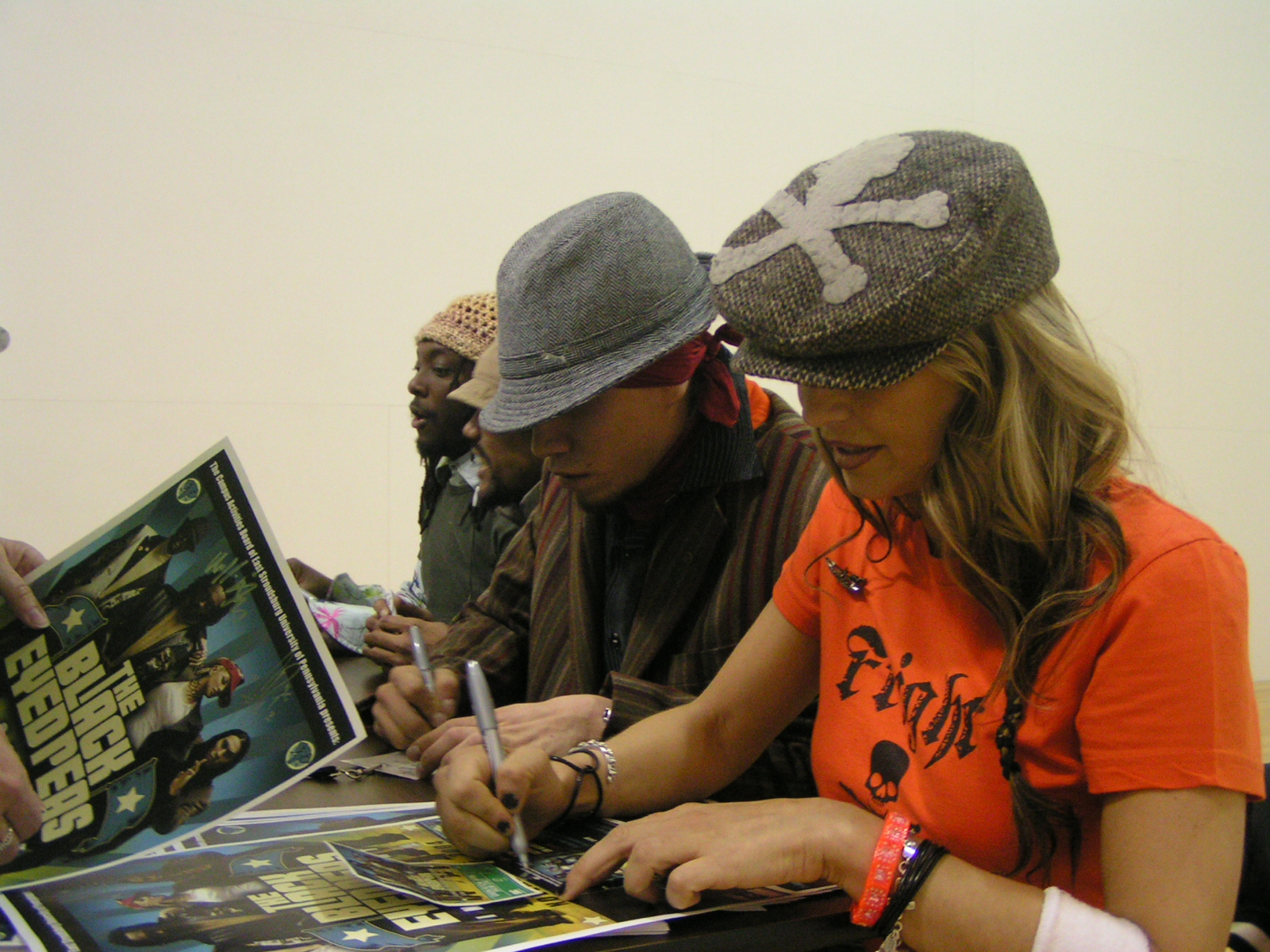
Grupa rozdaje autografy po koncercie w Pensylwanii.

Prace nad nagrywaniem płyty rozpoczęto 2 listopada 2001, a ukończono i wydano ją niecałe dwa lata później w 2003. W czasie produkcji tylko will.i.am, apl.de.ap i Taboo mogli tworzyć materiał. Podczas produkcji drugiego singla „Shut Up”, zdali sobie sprawę, że kobiecy wokal będzie dobrze współgrał z piosenką. Początkowo wokalistka The Pussycat Dolls, Nicole Scherzinger została zaproszona do współpracy nad płytą, lecz musiała odmówić, bo podpisała umowę z girlsbandem Eden’s Crush. Postanowiono zaprosić Fergie, byłą wokalistkę grupy Wild Orchid. will.i.am był pod wrażeniem jej umiejętności wokalnych. Od razu stworzyła więź z zespołem i stała się jego członkiem.

## Osiągnięcia
W Stanach Zjednoczonych „Elephunk” osiągnął 14 pozycję na liście Billboard Top 200 i jest to pierwszy album zespołu, na wykresie w top 15. Zyskał komercyjny sukces w UK Albums Chart, gdzie znalazł się na 3 pozycji. Spółka sprzedała ponad 1,6 miliona egzemplarzy w Wielkiej Brytanii. Single „Where Is the Love?” i „Shut Up” osiągnęły pierwsze miejsca na listach przebojów. „Hey Mama” była używana przez kilka reklam Apple i iTunes. „Let’s Get It Started” otrzymał powszechne uznanie w części mediów, w którym cover piosenki pojawia się w filmach Agenci bardzo specjalni i Męsko-damska rzecz.

## Lista utworów
1. „Hands Up” - 3:35
2. „Labor Day (It's a Holiday)” - 3:58
3. „Let’s Get It Started” - 3:35
4. „Hey Mama” (feat. Tippa Irie) - 3:34
5. „Shut Up” - 4:56
6. „Smells Like Funk” - 5:04
7. „Latin Girls” (feat. Debi Nova & Dante Santiago) - 6:17
8. „Sexy” - 4:43
9. „Fly Away” - 3:35
10. „The Boogie That Be” (feat. John Legend) - 5:12
11. „The APL Song” - 2:54
12. „Anxiety” (feat. Papa Roach) - 3:38
13. „Where is the Love” (feat. Justin Timberlake) - 4:32

Bonusowe utwory wersji brytyjskiej:
1. „Third Eye” - 3:44
2. „Rock My Shit” - 3:52
3. „What's Goin' Down” - 2:41